# 토니 포포비치
앤서니 "토니" 포포비치(영어: Anthony "Tony" Popovic, 1973년 7월 4일 ~ )는 호주의 전직 축구 선수이자 현 축구 지도자로 현재 호주 축구 국가대표팀의 감독으로 활동하고 있다.

## 축구인 경력

### 선수 경력
시드니 유나이티드에서 선수 생활을 시작한 포포비치는 어린 나이에도 1군 팀에서 활약하기 시작하며 시드니 유나이티드에서 몸담은 8시즌 간 162경기에 출전하였다. 1997년, 시드니를 떠나 산프레체 히로시마로 이적하여 5시즌 간 주전 수비수로 활약하였다. 수비수임에도 1999 시즌엔 리그 23경기에 출전하여 6골을 넣는 득점력을 과시하기도 하였다.
2001년 8월, 포포비치는 크리스털 팰리스에 자유 계약으로 입단하였다. 입단 직후 주전 센터백으로 도약하였고 주장직까지 넘겨받았다. 2003-04 시즌 소속 팀의 승격에 공헌하여 2004-05 시즌엔 프리미어리그에서 활약하기도 하였다. 계약 기간이 만료된 2006년 6월 팀의 재계약 제안을 거부하고 알아라비 SC로 이적하였다.
2007년, 약간의 향수병을 앓던 포포비치는 고향을 연고로 하는 시드니 FC로 이적하였다. 이적 직후 주장으로 선임되었고 2007년 10월 28일 센트럴코스트와의 경기에서 데뷔골을 터뜨렸다.
2008년 11월 11일, 그는 헌역 은퇴를 선언하였다.

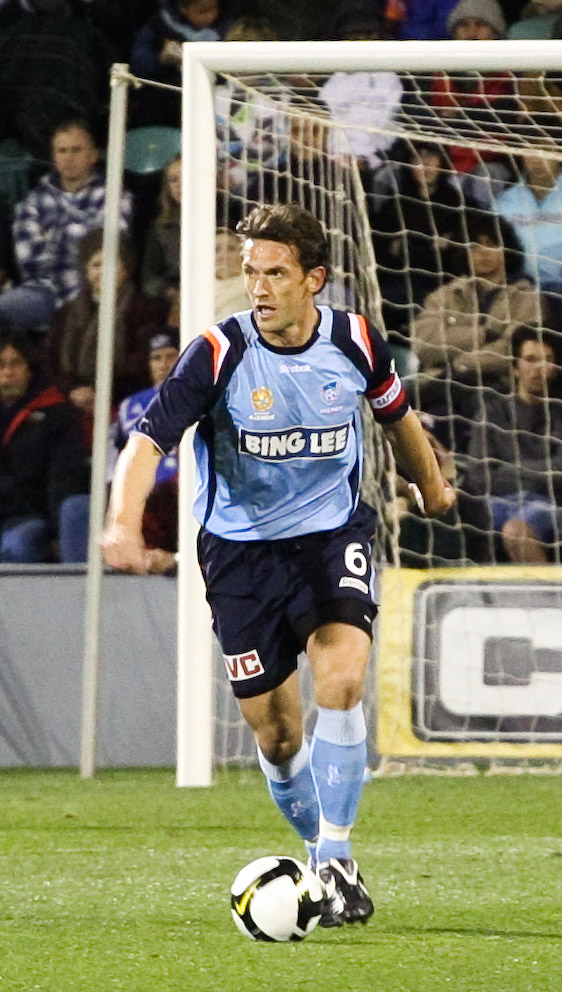
시드니 FC에서 뛰고 있는 포포비치 (2008년)

### 국가대표 경력
바르셀로나 올림픽에서 오스트레일리아 대표팀 멤버로 참가하였고 1995년엔 A대표팀에 발탁되어 첫 A매치를 소화하였다. 2001년과 2005년 컨페더레이션스컵에 참가하였고 독일 월드컵에도 출전하였다.
2006년 9월 7일, 파라과이와의 친선 경기에서 득점을 기록하였고 이 경기를 끝으로 대표팀에서 은퇴하였다.

### 지도자 경력
2008년, 시드니 FC의 수석 코치로 부임하였다. 2011년 2월 크리스털 팰리스의 코치로 부임하게 되며 시드니를 떠났다.
2012년 5월 17일, A리그의 신생팀 웨스턴 시드니 원더러스의 초대 감독으로 부임하였다.